# Amilcar Italiana
Amilcar Italiana (Амількар Італьяна) — з 1925 року італійський виробник автомобілів. Штаб-квартира розташована в місті Рим. Фірма займалася виробництвом автомобілів за ліцензією французької компанії Amilcar. З 1925 року власником ліцензії була фірма Compagnia Generale Automobili, а у 1927 році ліцензію перекупила компанія Societa Industriale Lombardo Veneta Automobili. У 1929 році компанія припинила виробництво автомобілів.

## Заснування компанії
Компанія Amilcar Italiana була створена для виробництва за ліцензією французьких моделей Amilcar. 

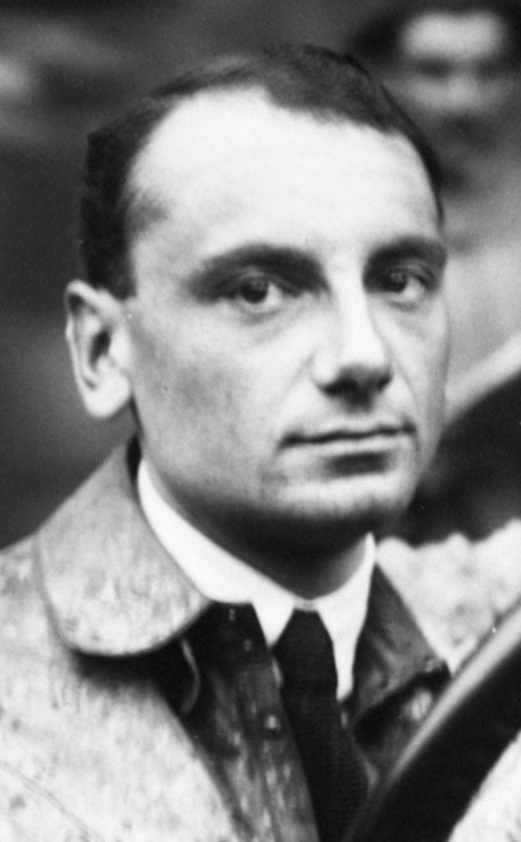
Мео Константіні

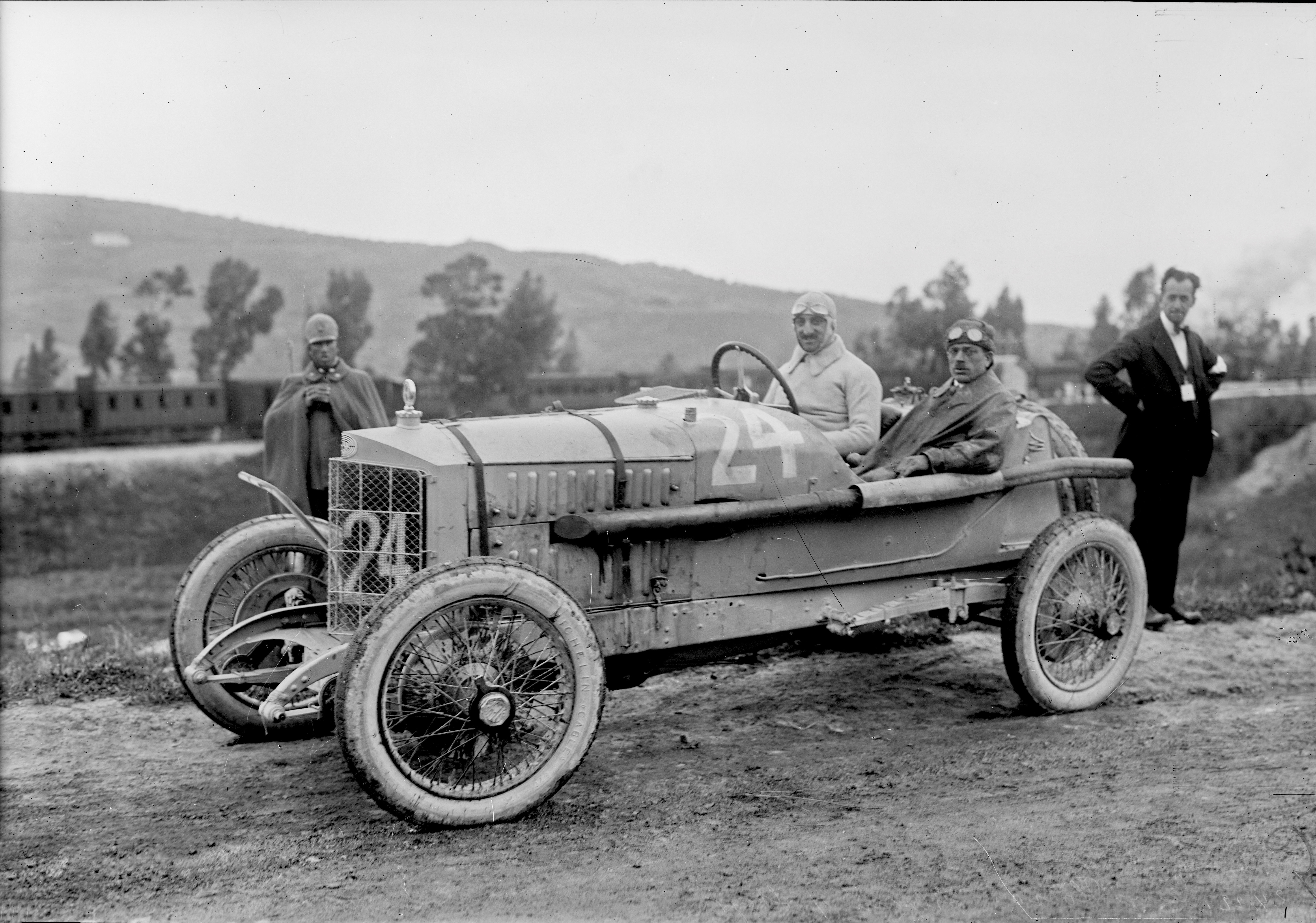
Євгеніо Сільвані за кермом свого Steyr

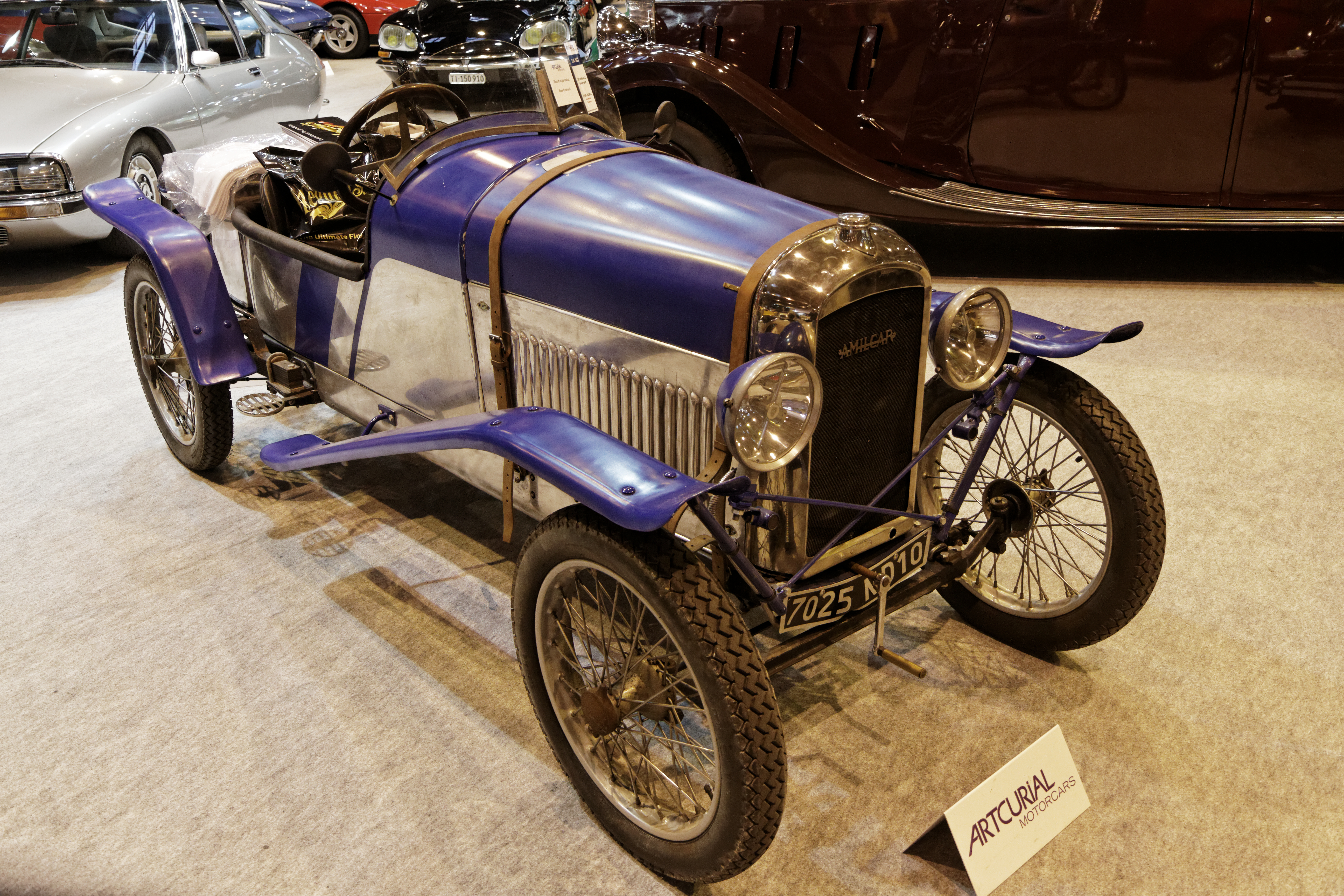
Amilcar CC французького виробництва

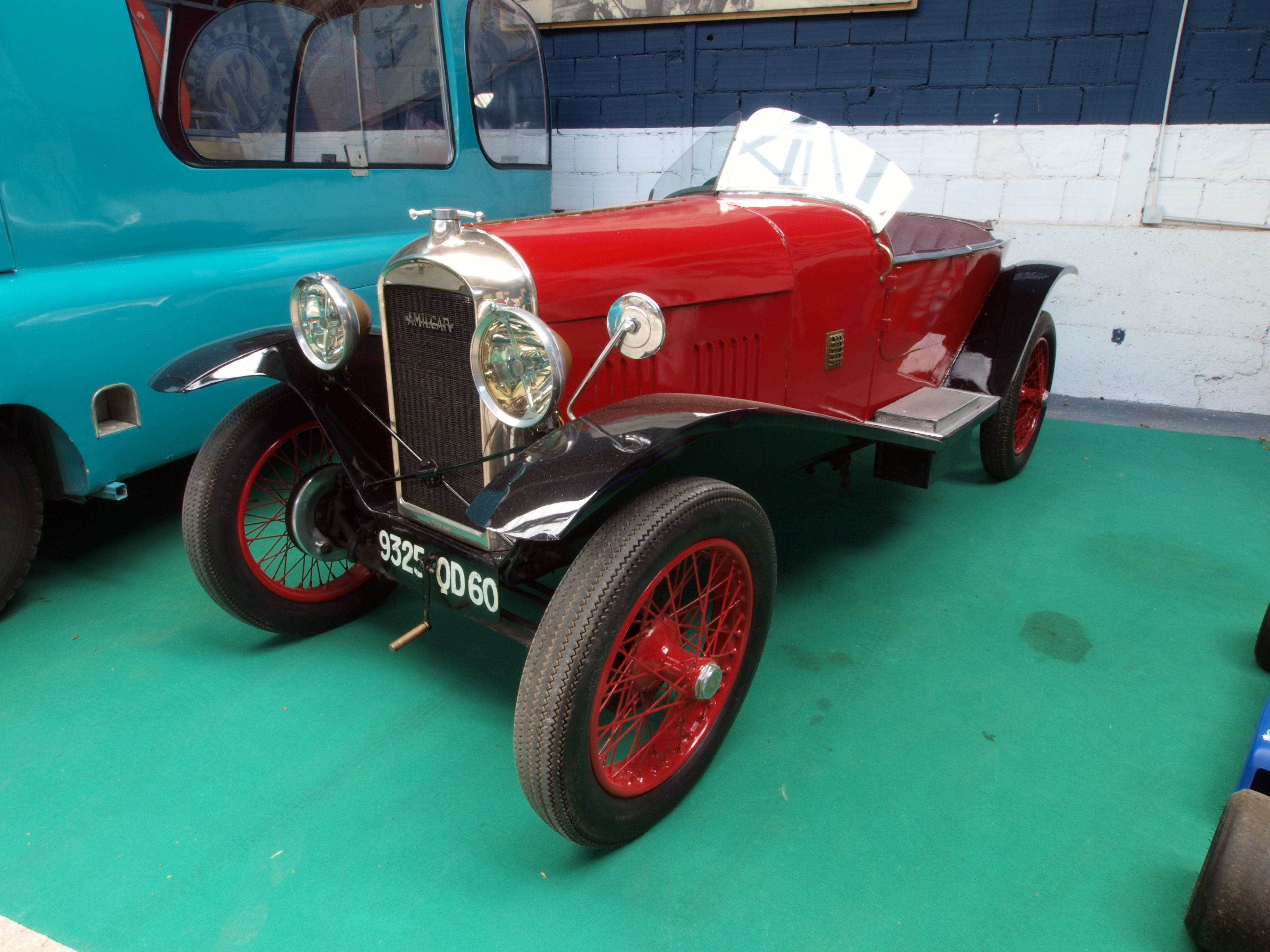
Amilcar C4 французького виробництва

Французька фірма Amilcar почала виробляти так звані "сайклкари" (легкі маленькі автомобілі), ще у 1921 році було спроектовано і виготовлено 4-циліндровий двигун, об'ємом 903 см3, який помістили у невелику машину з колісною базою всього 91 дюйм. Модель, що називалася Amilcar CC, з'явилася в 1921 році. Двигун з бічним розташуванням клапанів мав систему змащення розбризкуванням і був оснащений тришвидкісною коробкою передач. Автомобіль був простої конструкції і його легко було виготовляти, що спонукало Amilcar шукати ліцензіатів для виробництва по всій Європі. CC пізніше став доступним у додаткових версіях - Amilcar C4 був трохи довшим спортивним автомобілем. У 1924 році були представлені моделі CS (1004 см3) і CGS Grand Sport (1074 см3) з доопрацьованими двигунами і гальмами на всіх колесах. 

## Початок виробництва автомобілів
У 1925 році ліцензія на випуск цих автомобілів була куплена італійською компанією Compagnia Generale Automobili (CGA, укр. - "Генеральна автомобільна компанія") на чолі з Мео Константіні та Євгеніо Сільвані. Метою було виробляти доступні, відносно високопродуктивні французькі автомобілі в Італії. Таким чином, CGA могла заощадити на імпортних митах. Компанія мала виробничі приміщення в Лекко та офіси у Мілані. Перші моделі, вироблені компанією CGA, базувалися на французькій серії CC.
У 1926 році компанія Amilcar Italiana створила спортивну модель GS Sport, оснащену 4-циліндровим 33-сильним двигуном, об'ємом 1074 см3. Чотирициліндровий двигун був обладнаний знімною алюмінієвою головкою. GS Sport досягнув певного успіху у змаганнях. 
У 1927 році ліцензію на виробництво автомобілів перекупила інша італійська фірма Societa Industriale Lombardo Veneta Automobili (SILVA) з Верони на чолі з Альберто Фаганьйоло. До автомобілів, що вже випускалися в Італії, вона додала модель 7CV GS з компресором Cozette для тих, хто бажав більше потужності. Ця модель мала занижену підвіску для гонок і трохи потужніший двигун, що видавав 35 к.с., і відповідала французькій CGSS. GS з нагнітачем виграв ралі Монте-Карло 1927 року. 

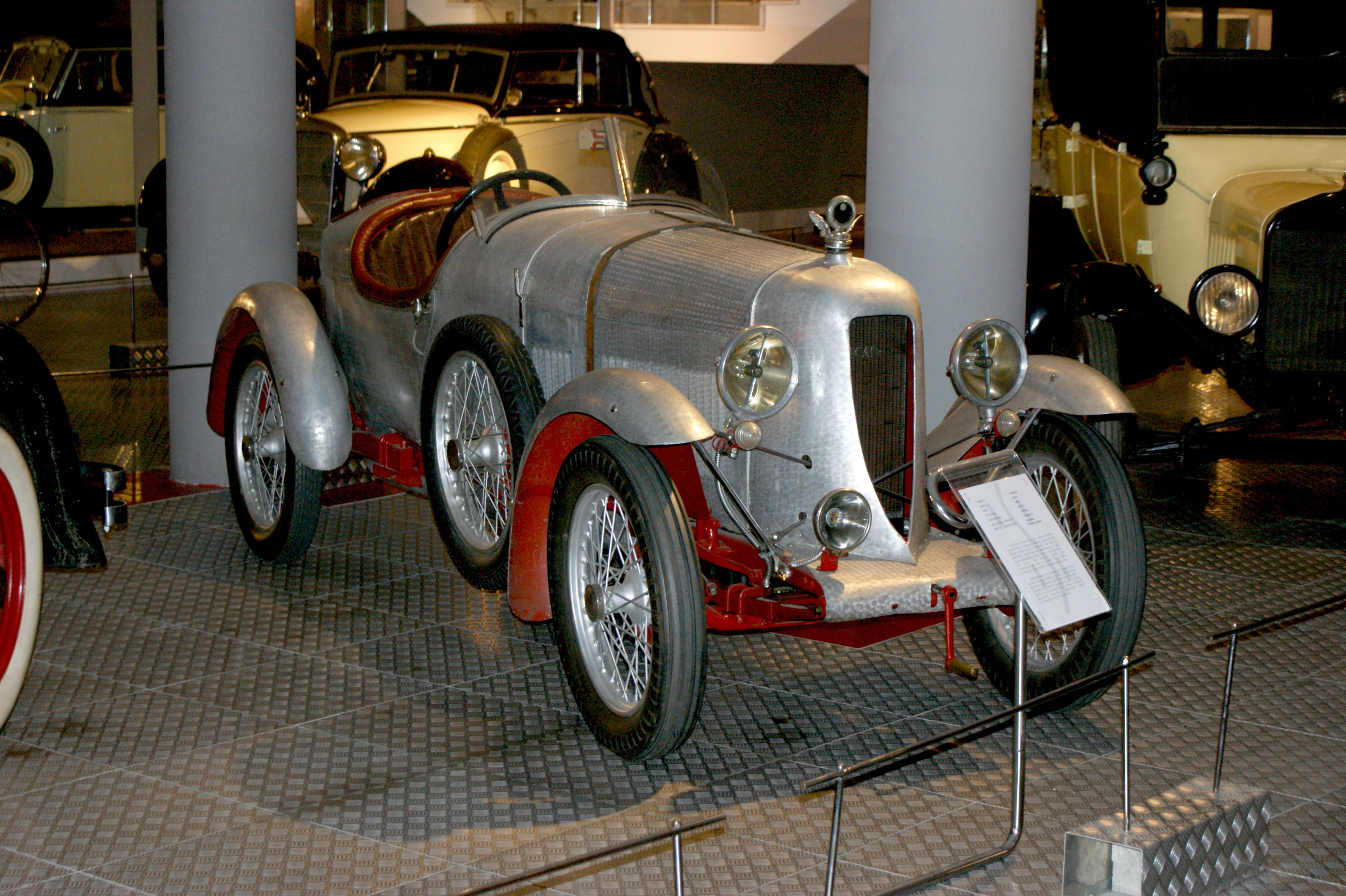
Amilcar CGS французького виробництва

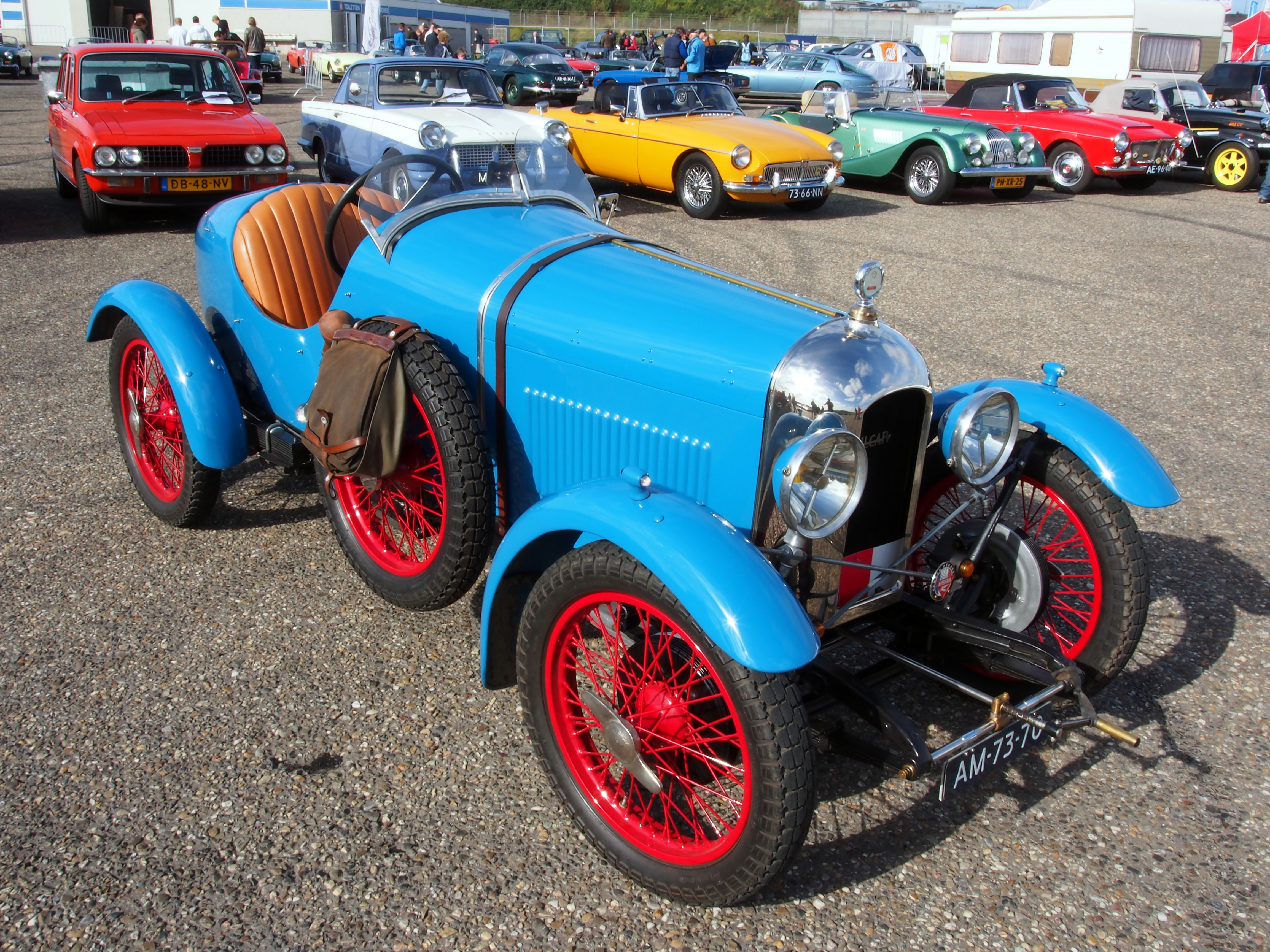
Amilcar CGSS французького виробництва

Італійські автомобілі добре продавалися. У 1926-1929 роках було виготовлено 4700 автомобілів CGS та CGSS. 

## Припинення виробництва автомобілів. Закриття компанії
У кінцевому підсумку, автомобілі інших італійських виробників, такі як Fiat 509, виявилися більш успішними та популярними в Італії, і до 1929 року діяльність компанії Amilcar Italiana припинилася. Французький автовиробник Amilcar продовжував виробляти автомобілі до 1940 року, але після Другої світової війни виробництво не відновилося.

## Список автомобілів Amilcar Italiana
- 1925 - Amilcar Italiana 6CV
  - Amilcar Italiana 7CV
- 1926 - Amilcar Italiana GS
  - Amilcar Italiana C4
- 1927 - Amilcar Italiana 7CV GS